# Parco Sempione (Milano)
Il Parco Sempione (Parch Sempion in dialetto milanese, AFI: [ˈpark sempjˈuːŋ]) è una zona verde della città di Milano. Realizzato a fine Ottocento sull'area già occupata dalla Piazza d'armi, occupa un'area di 386000 m², completamente cintata e videosorvegliata.
Il nome deriva dal corso Sempione, il monumentale asse stradale realizzato in età napoleonica sul tracciato della storica via del Seprio, con la nuova porta Sempione erede dell'antica porta Giovia.

## Storia
Il Parco Sempione sorge dove un tempo si trovava il parco ducale visconteo chiamato "Barcho" ed è situato vicino al Castello Sforzesco. Esso venne ingrandito e cintato degli Sforza fino a diventare ampio oltre 3 milioni di metri quadri (300 ettari). Il parco era un bosco composto prevalentemente da querce e castagneti e abitato anche da animali esotici introdotti dall'uomo.
Con la caduta degli Sforza e la dominazione spagnola il parco venne abbandonato e nel 1861 una parte dello stesso venne destinata all'agricoltura. L'area dove attualmente sorge il Parco Sempione invece venne usata come piazza d'armi per i militari che stazionavano vicino al Castello Sforzesco. Il castello venne adibito a caserma, con conseguente degrado delle strutture.
Durante l'età napoleonica l'architetto Giovanni Antonio Antolini progettò la costruzione di un grande complesso edilizio intorno al castello, battezzato "Foro Buonaparte" in onore di Napoleone; il progetto non venne mai realizzato, e al suo posto si trasformò la piazza d'armi in un grande prato per usi civici, ornato sul lato nord-orientale dall'Arena e sul lato nord-occidentale dall'Arco della Pace, punto d'inizio dell'asse del Sempione.

Panorama fotografico del parco e del castello Sforzesco visti dall'alto della torre Stigler dopo le Esposizioni Riunite del 1894.

Dopo l'Unità d'Italia cessò l'utilizzo militare dell'area e contemporaneamente iniziò per la città un fenomeno di incremento demografico che richiese la costruzione di nuovi quartieri. Una società immobiliare propose di lottizzare l'area del castello (di cui era previsto l'abbattimento) e della piazza d'armi, similmente a quanto fatto sull'area del lazzaretto, ma la proposta causò forti proteste della cittadinanza, che condussero alla redazione del primo piano regolatore cittadino, redatto dall'ingegner Cesare Beruto (il Piano Beruto, appunto). Tale piano, che inizialmente recepiva parzialmente le mire edificatorie sull'area, venne più volte modificato fino a destinare l'intera piazza d'armi a giardino pubblico. Per il castello si prevedeva un restauro e la sua destinazione ad usi culturali.
Il parco, denominato "Parco Sempione", venne realizzato tra il 1888 e il 1894 secondo il progetto dell'architetto Emilio Alemagna, che prevedeva viali percorribili da carrozze, un laghetto e un belvedere dove attualmente sorge la Biblioteca del Parco Sempione. Il verde venne progettato secondo il modello romantico dei parchi all'inglese.

### Gli interventi successivi

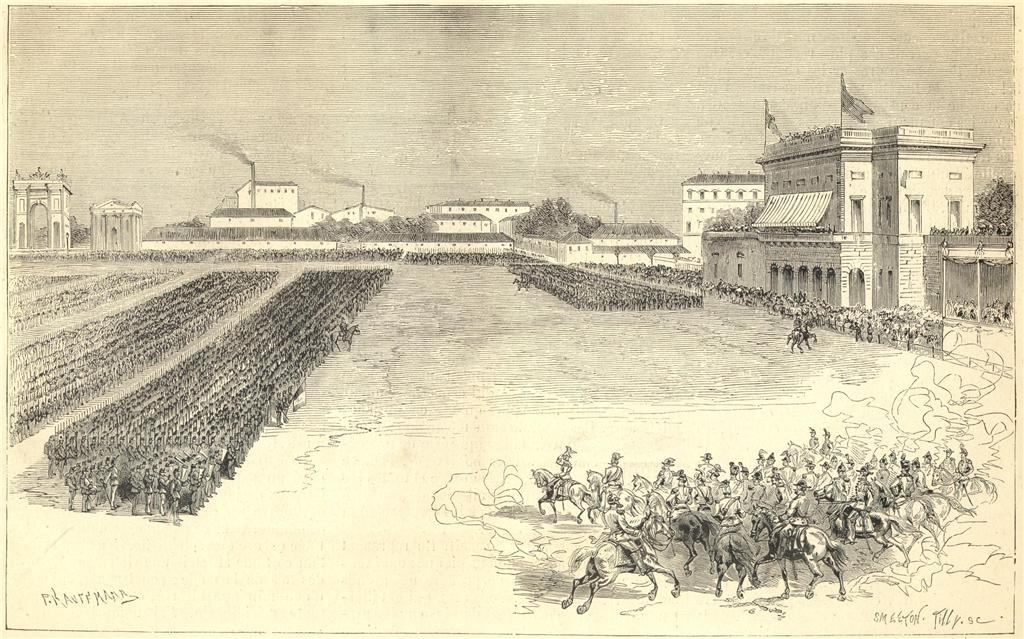
1875: Disegno del carosello militare equestre, tenuto nella piazza d'armi (prima della sua destinazione a parco) in onore dell'imperatore Guglielmo I di Germania; è riconoscibile a sinistra sullo sfondo l'Arco della Pace e a destra un ingresso dell'Arena Civica

Tra i numerosi progetti di risistemazione della zona, da segnalare le proposte di ampliamento del secondo dopoguerra ad opera di Porcinai e Viganò con la pedonalizzazione della piazza dell'Arco della Pace e dell'ultimo tratto di corso Sempione, con riqualificazione anche delle zone limitrofe tra via Canova e via Melzi d'Eril.
Sin dalla sua realizzazione, il parco si è distinto per la sua funzione centrale nel tempo libero dei milanesi e per il suo stretto legame con l'arte: nel parco hanno infatti trovato sede numerose esposizioni tra cui le Esposizioni Riunite del 1894, l'Esposizione internazionale del 1906 e le esposizioni triennali a partire dal 1933 con la realizzazione del Palazzo dell'Arte di Giovanni Muzio, oggi sede della Triennale di Milano.

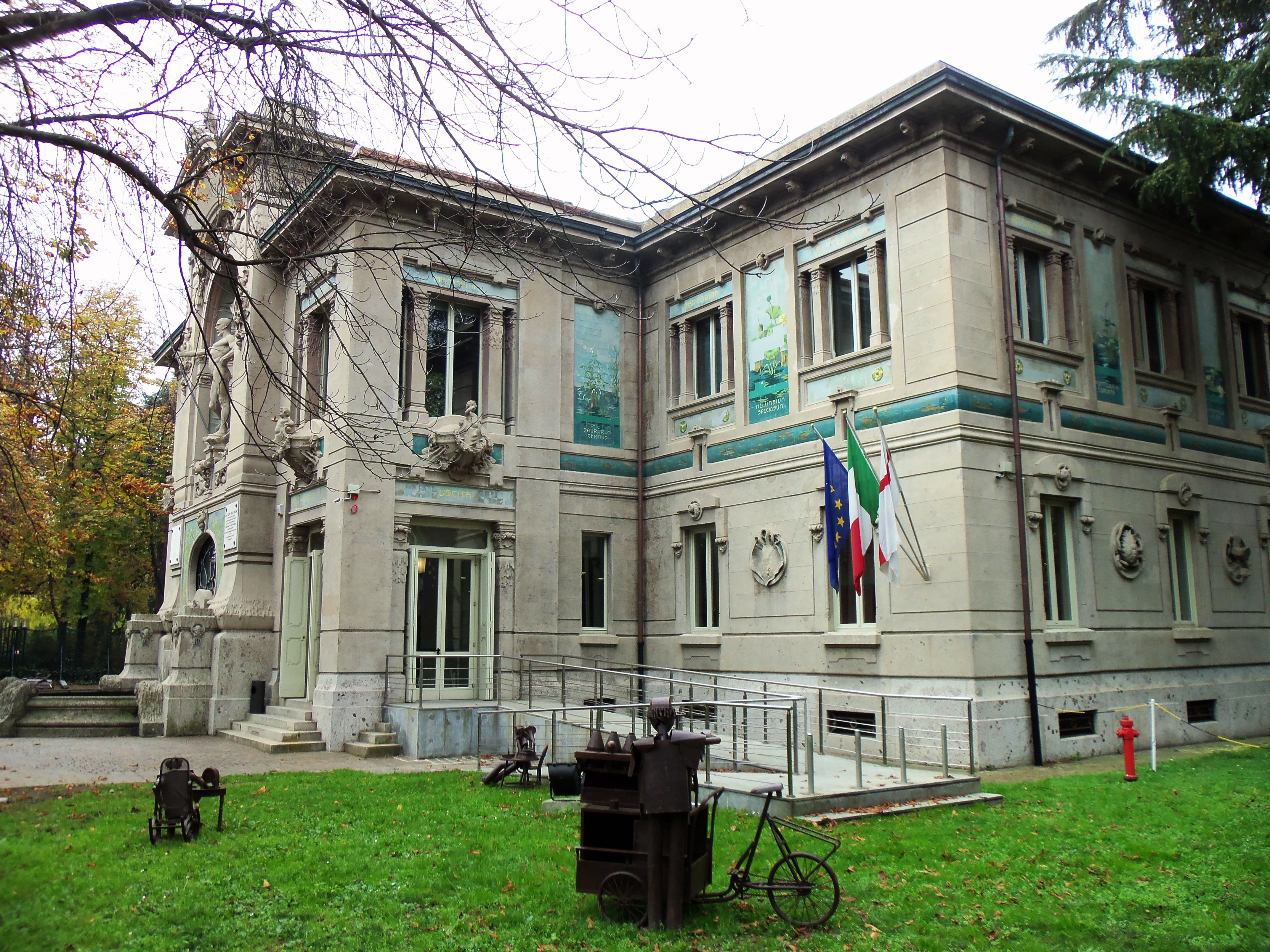
L'acquario, costruito per l'Esposizione Internazionale del 1906

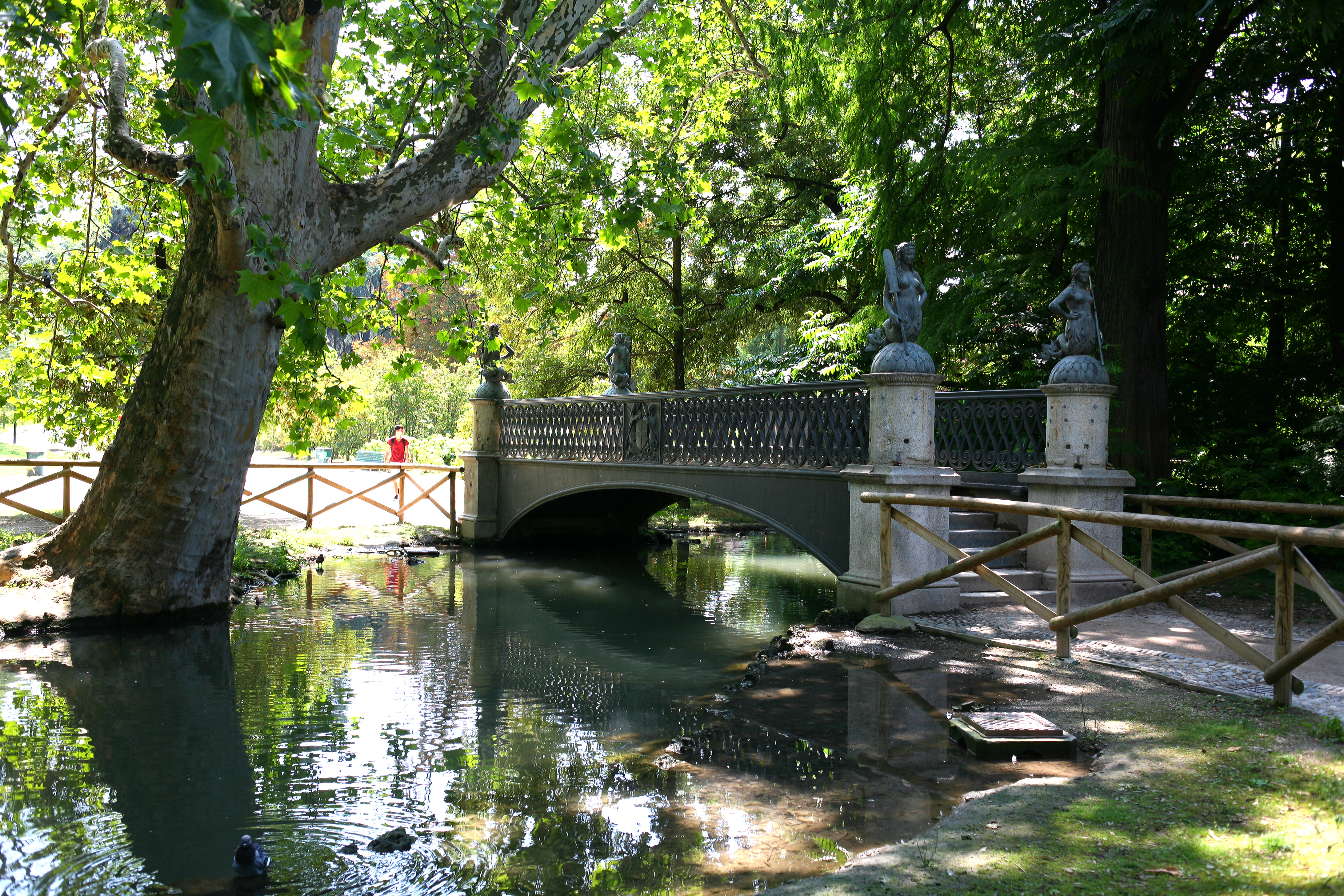
Ponte delle Sirenette

Tra gli edifici significativi presenti nel parco, oltre al Palazzo dell'Arte, spiccano l'Arena Civica, il padiglione dell'Acquario civico di Milano di Locati, e la Torre Littoria (oggi Torre Branca) costruita nel 1932-33 su progetto di Gio Ponti, Cesare Chiodi ed Ettore Ferrari. Degno di nota è anche l'ex padiglione per la X triennale, oggi Biblioteca del parco Sempione, realizzato da Longhi e Parisi.

Il ponte delle Sirenette a Milano quando ancora si trovava in via Visconti di Modrone, lungo la Cerchia dei Navigli. Con l'interramento di quest'ultima, è stato spostato all'interno di Parco Sempione

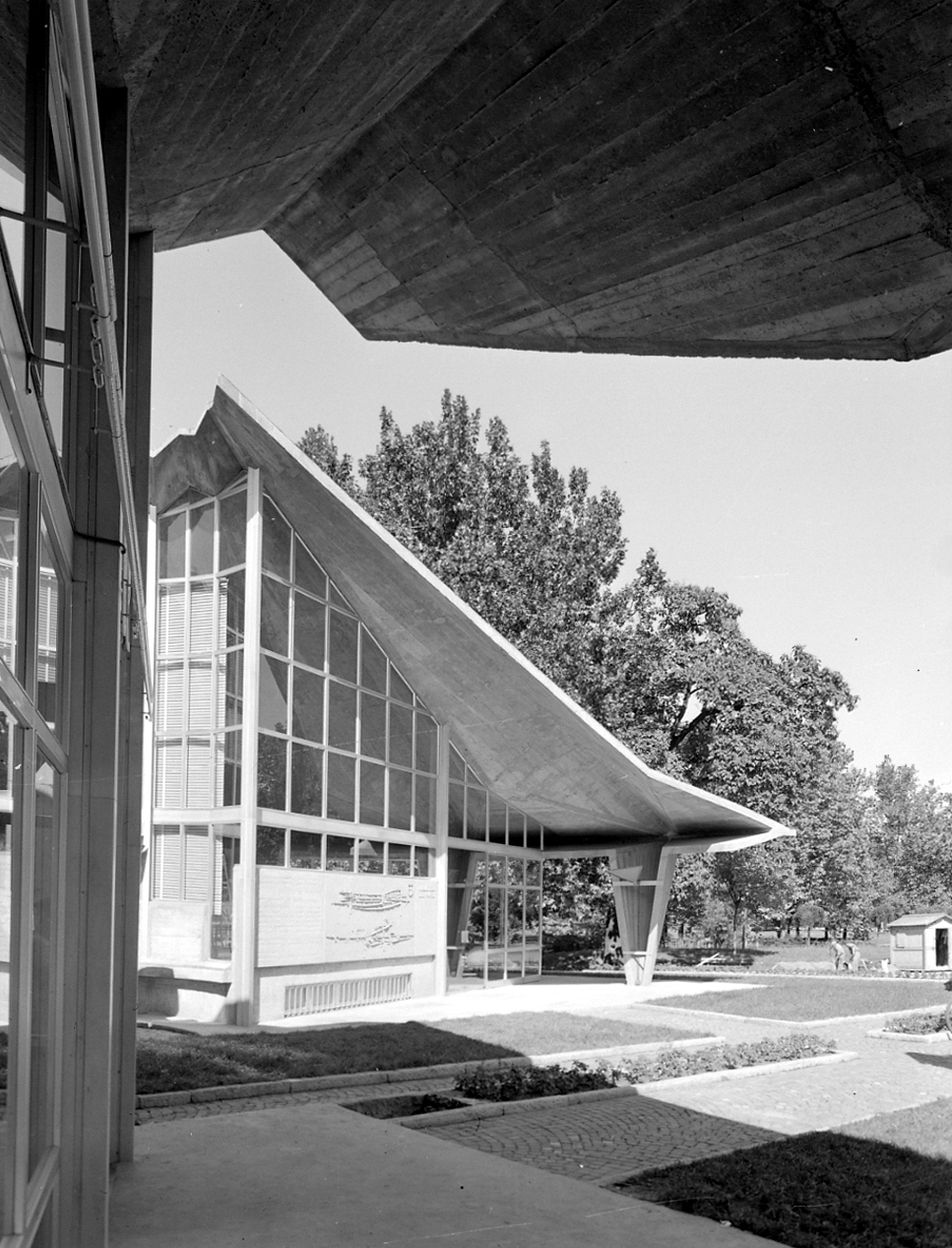
La Biblioteca del Parco Sempione in una foto del 1963 di Paolo Monti.

Diverse le sculture, tra cui il monumento equestre a Napoleone III dello scultore Francesco Barzaghi e le opere Storia della Terra di Antonio Paradiso, Accumulazione musicale di Armand Pierre Fernandez e i Bagni misteriosi di Giorgio de Chirico. Infine, il Ponte delle Sirenette di Francesco Tettamanzi, un tempo sul naviglio in via San Damiano (oggi Visconti di Modrone) e risparmiato in occasione della copertura della Cerchia nel 1930.
Il Parco ospita anche, nei pressi dell'Arena, una fontana di acqua oligominerale detta Fontana dell'acqua marcia per l'odore sulfureo che la caratterizza. La fontana fu costruita tra il 1925 e il 1928 dall'Ufficio tecnico comunale (ingegnere Amorosi), che in quel periodo effettuava trivellazioni per arricchire la portata dell'acquedotto cittadino, ed è tuttora viva e frequentata, anche se è stata classificata "non potabile" perché proprio per la caratteristica oligominerale non si ritenne opportuno immetterla nella conduttura generale dell'acqua potabile cittadina.
Nel 1954, in occasione della X Triennale, vennero eretti all'interno del parco due padiglioni, adibiti al termine della manifestazione a biblioteca e a "Bar Bianco".
Dal 1954 al 1969 l'architetto Vittoriano Viganò elaborò un progetto di ridisegno del parco, che nelle intenzioni dell'autore avrebbe dovuto essere ampliato fino ad inglobare piazza Castello e il primo tratto del corso Sempione, interrando tutte le strade carrabili. Di tale progetto venne realizzata solo la pedonalizzazione dell'area intorno all'Arco della Pace e del primo tratto di corso Sempione.
Nel 1996 l'amministrazione comunale decise di intraprendere un restauro complessivo del parco, del castello e di piazza Sempione, dove è situato l'Arco della Pace. Il restauro prevedeva una nuova recinzione del parco, il rifacimento delle strade e un restauro botanico e vegetale della flora del parco.
Negli ultimi anni lo spiazzo tra il Castello Sforzesco e il Parco Sempione (piazza del Cannone) è diventato sede di continui allestimenti di varia natura. Per carnevale ospita un luna park che, in qualche modo, rappresenta la continuità con la vecchia Fiera di porta Genova, che per anni ha radunato giostre e attrazioni lungo le sponde della Darsena. Nel gennaio 2011, il Parco è stato l'inconsueto scenario di una prova della Coppa del mondo di sci di fondo, l'ultima prova sprint in calendario (individuale e staffetta maschile e femminile), cui hanno preso parte centoquaranta atleti.
Al parco è dedicato l'omonimo brano musicale scritto dal gruppo Elio e le Storie Tese e pubblicato come singolo nel 2008, anche se gran parte del brano si riferisce alle vicende relative al Bosco di Gioia.
Nel 2014 il comune di Milano ha pedonalizzato l'area di Piazza Castello, modificandone i percorsi ciclo-pedonali. Questo ha consentito la pubblicazione di un bando per la riqualificazione dell'area, con certa annessione al contesto di Parco Sempione.
Il 23 maggio 2015 è stata inaugurata nel centro del Parco una copia del "Teatro Continuo" di Alberto Burri, che costruito per la Triennale del 1973 fu demolito nel 1989 per il suo degrado. Collocato sull’asse centrale del Parco, che collega idealmente il centro di Milano con il Sempione, consiste in una struttura scenica ridotta all’essenziale, sempre predisposta per l’uso, libera sede, sia per attività e spettacoli artistici, sia per un utilizzo indipendente da parte di ognuno. Composta da una piattaforma sollevata da terra e da sei quinte laterali rotanti, fu creata nel 1973 per la XV Triennale e oggi, insieme ai Bagni Misteriosi di Giorgio De Chirico e all'Accumulazione Musicale e Seduta di Arman, realizzati nella stessa occasione, costituisce una parte integrante del Parco Sempione.

## Flora e attrezzatura

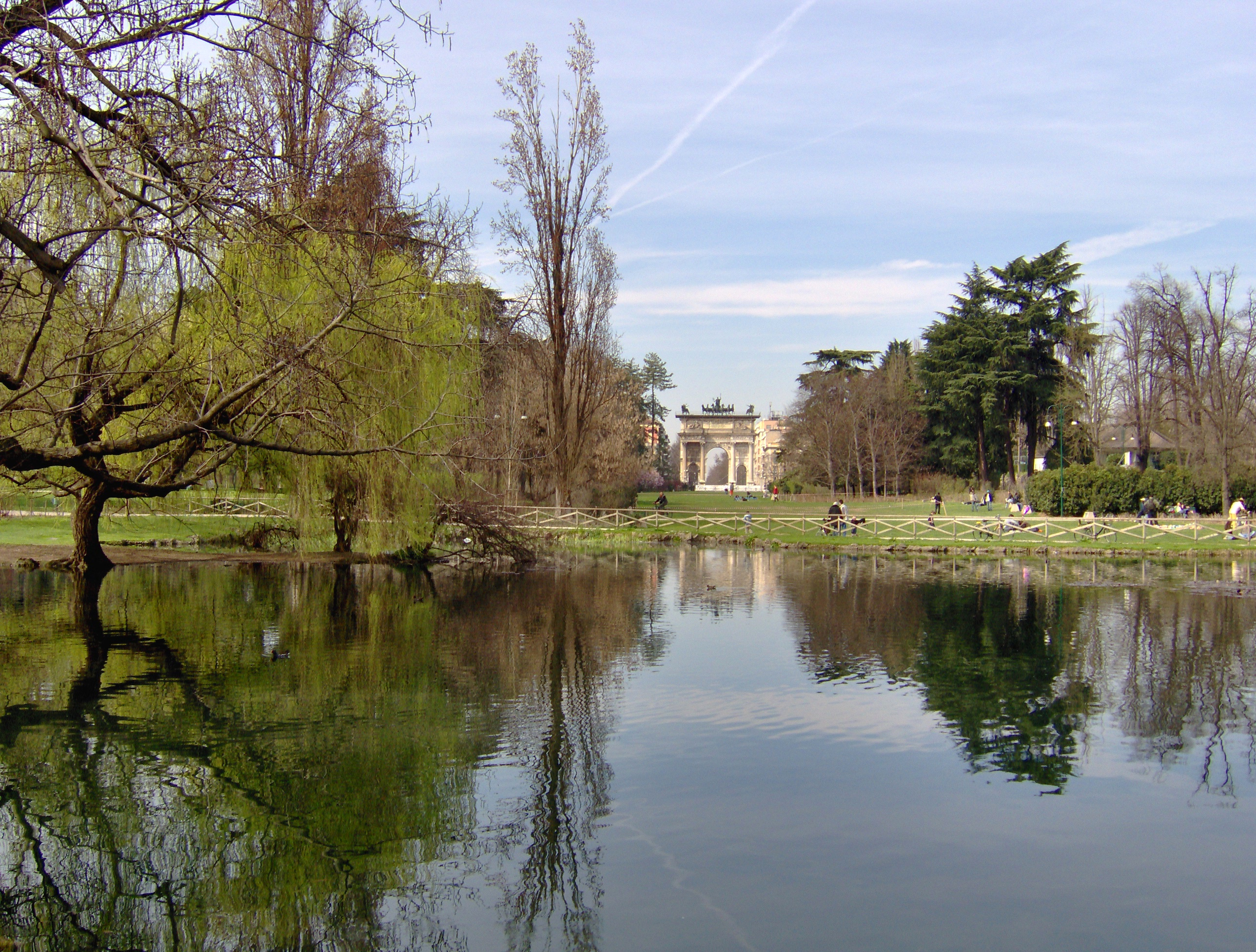
Il laghetto, verso l'Arco della Pace

La flora del parco Sempione è molto ricca e varia e le guardie ecologiche volontarie vi hanno organizzato due percorsi botanici con il riconoscimento di cinquanta specie a uso delle scolaresche, cui viene consegnata anche una piccola guida illustrata gratuita.
Sul belvedere, di fronte alla statua di Napoleone III, vi è un vecchio olmo monumentale e un grande ippocastano cresce nei pressi del "Ponte delle Sirenette". Tra gli altri alberi degni di nota un curioso platano sulla sponda della propaggine del laghetto, due grandi noci del Caucaso che si riflettono nello specchio d'acqua e faggi penduli vicino al giardino della Triennale. Diverse varietà di cedro: dell'Atlante, dell'Himalaya e della California, poi bei gruppi di querce rosse, di tassi, di cipressi calvi e di tigli. Molte le varietà di aceri: zuccherino, americano, campestre, montano e riccio. Sempre tra le piante ad alto fusto, ricordiamo ancora pini, faggi, pioppi, ippocastani, lecci e magnolie e, infine, l'ontano nero, il noce nero, il ginkgo e il liquidambar.
La riqualificazione e il restauro del parco tra il 1999 e il 2003 hanno arricchito le presenze della vegetazione arbustiva e le sue funzioni decorative; tra l'altro sono state inserite anche alcune specie a fioritura invernale o precoce come la Sarcococca confusa, l'amamelide, il loropetalum, il calicanto e alcune varietà di mahonia e di camellia. Tra le specie primaverili ed estive, ricordiamo la vasta gamma di cornioli, di viburni, di ortensie, camelie, rododendri, azalee e rose antiche.
Nel recinto del parco si trovano otto percorsi vita attrezzati, un campo da pallacanestro (affiancato, fino al 1998, da un campo di pallavolo) oltre a un'unica grande area gioco per bambini. Quattro gli spazi cintati riservati ai cani.

## Leggende popolari
Tra le leggende meneghine, si segnala lo spettro della cosiddetta Dama Nera: nelle sere di nebbia, quando il Parco Sempione è ormai deserto, capiterebbe di sentire odore di violette e apparirebbe la figura spettrale della dama vestita di un lungo abito nero e velata in viso. La donna una volta giunta a pochi centimetri dell'avventore gli porge la mano gelida: chi la raccoglie viene trascinato in sentieri nascosti del parco, dentro una nebbia sempre più fitta, fino a raggiungere una grande villa. All'interno di tale villa la Dama si concede all'avventore, solo dopo l'uomo trova il coraggio di alzare il velo, scoprendo così un teschio con le orbite vuote. La scoperta tremenda fa fuggire tutti gli uomini dalla Dama in nero, che mai cerca di trattenerli, sapendo che sarebbero sempre tornati a cercarla. Secondo la famosa leggenda tutti gli uomini vittima della Dama perdono il senno e conoscono un amore così forte da portarli alla follia, trascorrendo la loro vita a cercare di ritrovare la grande villa in cui avevano ballato con la Dama oscura.
Altre leggende narrano la storia di processioni di anime disperate, queste riconosciute come spettri dei catari, bruciati vivi in Corso Monforte perché considerati eretici. Troviamo leggende di donne bruciate vive considerate streghe, antichi uomini malvagi che nel passato si aggiravano tra le vie milanesi o infine del fantasma dell'Opera che perseguita presso il teatro della Scala chiunque si rechi ad assistere agli spettacoli senza intendersi di musica lirica.